# Pizuny (Łukawica)
Pizuny (gmina Narol) – przysiółek wsi Łukawica w Polsce położony w woj. podkarpackim, w powiecie lubaczowskim, w gminie Narol.
W latach 1975–1998 miejscowość należała administracyjnie do województwa przemyskiego.
W Pizunach koło Narola urodziła się i mieszkała późniejsza błogosławiona kościoła katolickiego siostra Bernardyna Maria Jabłońska, współpracownica i kontynuatorka dzieła miłosierdzia św. Adama Chmielowskiego. W Pizunach znajduje się Dom Modlitwy pod wezwaniem błogosławionej Bernardyny Marii Jabłońskiej, prowadzony przez siostry Albertynki.
Obok Pizun przepływa rzeka Tanew, która jest dopływem Sanu.
Uznawana jest za jedną z najmniejszych wiosek w Polsce. Z uwagi na położenie na Roztoczu, jest atrakcyjnym celem wypoczynku i bazą do wycieczek rowerowych.

## Turystyka
Pizuny znajdują się na trasie zielonego szlaku turystycznego  Szlaku im. św. Brata Alberta prowadzącego z Narola przez Werchratę do Horyńca-Zdroju, związanego z działalnością i życiem św. Brata Alberta i bł. Siostry Bernardyny Marii Jabłońskiej.
W miejscowości znajduje się ośrodek wypoczynkowy.